# Sander (cràter)
Sander és un cràter d'impacte en el planeta Mercuri de 47 km de diàmetre. Porta el nom del fotògraf alemany August Sander (1876-1964), i el seu nom va ser aprovat per la Unió Astronòmica Internacional el 2008.
Es troba en la conca Caloris. Té parets fosques i parts brillants al sòl. A diferència dels raigs del cràter Bashō, les àrees brillants no es veuen acabades, però són inherentment brillants.